# ハエン
ハエン（スペイン語: Jaén）は、スペイン・アンダルシア州ハエン県のムニシピオ（基礎自治体）。ハエン県の県都である。
人口はハエン県の6分の1を占め、県の行政・産業の中心である。化学製品、なめし革、蒸留酒、クッキー、織物などの工場がある。スペイン有数のオリーブの産地であり、毎年オリーブエクスポを開催する。ハエン大学にはオリーブ研究機関があり、この分野で貢献している。

## 歴史
8世紀にスペインにムーア人が侵攻したあと、この都市はジャイヤーン（جيّان）と呼ばれ、商業の中心地として発展した。ムーア人の要塞や城砦が今でも残っている。ルネサンス様式のカテドラルは1532年に建設が始まり、18世紀に完成された。そのほかの名所には、街のどこからでも見えるサンタ・カタリーナ城がある。この城は、ムーア人が築いた砦を増強したもので、街の西にある山頂にそびえている。また、ビジャルドンパルド宮殿の地下には、アンダルシアでもっとも重要なムーア人の遺構であるアラブ式浴場がある。
ハエンは地元で「液体の黄金」と呼ばれるオリーブオイルの大規模な産地であり、「オリーブオイルの首都」として知られる。
サッカークラブのレアル・ハエンの本拠地であり、ヌエボ・エスタディオ・デ・ラ・ビクトリアで試合が行われる。

## 人口
| ハエンの人口推移 1900－2010                           |
|                                                       |
| 出典:INE（スペイン国立統計局）1900年–1991年、1996年 - |

## ギャラリー
- カテドラル
- サンタ・カタリーナ城（ハエン城）
- 自治体庁舎
- オティーニャル城

## 出身著名人
- マヌエル・ベルトラン - 自転車競技選手
- マヌエル・デル・モラル - サッカー選手
- ハビエル・モレノ - 自転車競技選手